# Hyperaspis pluto
Hyperaspis pluto är en skalbaggsart som beskrevs av Henry Clinton Fall 1925. Hyperaspis pluto ingår i släktet Hyperaspis och familjen nyckelpigor. Inga underarter finns listade i Catalogue of Life.